# Нес, Лея
Ле́я Не́с (ивр. לאה נס‎; род. 27 декабря 1961 года, Израиль) — израильский политик, депутат кнессета (18 и 16) созывы от партии «Ликуд», заместитель министра по делам пенсионеров.

## Биография
Леа Нес родилась 27 декабря 1961 года в Израиле. Окончила университет Бар-Илана. Она является доктором философии (Ph.D.) в области биохимии, темой для её диссертации стала подвижность сперматозоидов.
В 1993 году Нес была избрана в местный совет Гиват-Шмуэля, где она отвечала за улучшение вида города, санитарные услуги и экологию. Она покинула местный совет в 2003 году. В 1998 году и в 2002—2003 годах Нес была заместителем главы местного совета (мэра) Гиват-Шмуэля.
В 2003 году была избрана в кнессет 16-го созыва от партии «Ликуд», вошла в состав комиссии по правам ребёнка, заняла пост председателя комиссии по науке и технологии.
На праймериз в «Ликуде» перед выборами в кнессет 18-го созыва Нес заняла 10-е место и попала в кнессет, так как её партия получила 27 мест на выборах. В ходе формирования правительства она получила пост заместителя министра по делам пенсионеров.
Нес замужем, имеет пятерых детей, проживает в городе Гиват-Шмуэль, владеет ивритом и английским языком.